# John Q. Ross
John Q. Ross (* 28. Juni 1873 bei Jamestown, Greene County, Ohio; † 12. Mai 1922 in Muskegon, Michigan) war ein US-amerikanischer Politiker. Zwischen 1911 und 1915 war er Vizegouverneur des Bundesstaates Michigan.

## Werdegang
John Ross besuchte die öffentlichen Schulen seiner Heimat. Nach einem anschließenden Jurastudium und seiner 1894 erfolgten Zulassung als Rechtsanwalt arbeitete er bis 1919 in Michigan in diesem Beruf. Dabei war er in verschiedenen Kanzleien angestellt. Sein Heimatort wurde Muskegon. Er war am Aufbau und der Weiterentwicklung dieses Ortes beteiligt. Ferner war er Mitglied und im Jahr 1909 kommissarischer Vorsitzender der dortigen Handelskammer. Außerdem wurde er Präsident der Western Michigan Development Company. Politisch schloss er sich der Republikanischen Partei an. 1915 war er Mitglied in deren Staatsvorstand für Michigan; im Juni 1916 nahm er als Delegierter an der Republican National Convention in Chicago teil.
1910 wurde John Ross an der Seite von Chase Osborn zum Vizegouverneur von Michigan gewählt. Dieses Amt bekleidete er nach einer Wiederwahl zwischen 1911 und 1915. Dabei war er Stellvertreter des Gouverneurs und Vorsitzender des Staatssenats. Ab 1913 diente er unter dem neuen Gouverneur Woodbridge Nathan Ferris. Während des Ersten Weltkrieges war Ross Manager der kriegswichtigen Firma Linderman Machine Company. Im Jahr 1919 beendete er seine Laufbahn als Rechtsanwalt. Stattdessen wurde er in anderen Branchen wie zum Beispiel dem Bankgewerbe tätig. Von 1919 bis zu seinem Tod fungierte er als Präsident der Union National Bank. Er war auch weiterhin in der Handelskammer aktiv. John Ross starb am 12. Mai 1922 in Muskegon. Mit seiner Frau Katherine Schwedler hatte er zwei Kinder.